# Astíages
Astíages (em grego clássico: Ἀστυάγης Astyages; em acádio: Ištumegu; chamado por Ctésias de Astyigas; e por Diodoro Sículo como Aspadas) foi o último rei do Império Medo, o filho de Ciaxares; foi destronado em 550 a.C. por Ciro, o Grande. Seu nome deriva do persa antigo Rishti Vaiga. No Cilindro de Nabonido, seu nome está escrito como Istuvegu (Ishtuvegu).